# Antonio de Sancha
Antonio de Sancha (Torija, 11 juillet 1720 – Cadix, 30 novembre 1790) est un éditeur, relieur, et imprimeur espagnol.

## Biographie
Antonio de Sancha est formé dans l'atelier d'Antonio Sanz, qui deviendra plus tard son beau-frère. Son premier métier est celui de relieur, qu'il exerce dès 1751 à l'académie royale d'histoire. En 1754, il est membre de l'académie royale espagnole et en 1760, il devient le relieur de la Bibliothèque royale.
Entre 1768 et 1778, Antonio de Sancha tient son atelier sur la Plazuela de la Paz à Madrid.
De ses premiers succès, il s'impose comme un éditeur, et commande à Joaquín Ibarra l'impression des premiers volumes du Parnasse espagnol (es), une collection de poésie qui vise à rééditer les classiques castillans. Dès le sixième tome du Parnasse, il peut l'imprimer dans sa propre imprimerie, qu'il ouvre dans le bâtiment de ce qui avait été l'Ancienne Douane de Madrid, puis s'installe dans son siège de la rue Alcalá. Il y garde sa librairie entre 1779-1790.
En 1771, il édite la Grammaire grecque philosophique encore imprimée par Antonio Pérez de Soto. Suivent, entre autres, Las Eroticas, d'Esteban Manuel de Villegas (1774), La Araucana d'Alonso de Ercilla (1776), Don Quichotte en 1777 en quatre volumes, avec des planches de José Camarón Boronat gravées par Manuel Monfort Asensi.
En 1783, il imprime les Nouvelles exemplaires de Miguel de Cervantes, et en 1789, les Travaux de Persille et Sigismonde, du même auteur. Il continue à publier les classiques du Siècle d'or espagnol avec de grandes éditions de Lope de Vega et Francisco de Quevedo.
En plus de son travail d'éditeur, d'imprimeur et de relieur, Sancha fréquente dans son arrière-boutique, un grand nombre de personnages influents tels qu'Eugenio de Llaguno y Amírola (es), Juan José López de Sedano (es), Juan Antonio Pellicer, Vicente Antonio García de la Huerta, Francisco Cerdá y Rico (es), Pedro Rodriguez de Campomanes, Manuel Salvador Carmona, Antonio Carnicero Mancio, Vicente de los Rios (es) et Luis Paret y Alcázar.
Antonio de Sancha a donné son nom au prix littéraire Prix Antonio de Sancha (es).

## LeQuichotte
Après avoir publié Don Quichotte dès 1777, une copie de l'édition 1771 par Joaquín Ibarra, il décide de commander une nouvelle version de Juan Antonio Pellicer, bibliothécaire du roi. Son œuvre ne sera terminée qu'en 1798, huit ans après la mort de Sancha. Elle a été publiée, en huit volumes, par son fils Gabriel de Sancha.

## Collections
- Bibliothèque nationale d'Espagne

## Galerie

Histoire de la conquête du Mexique (1783)
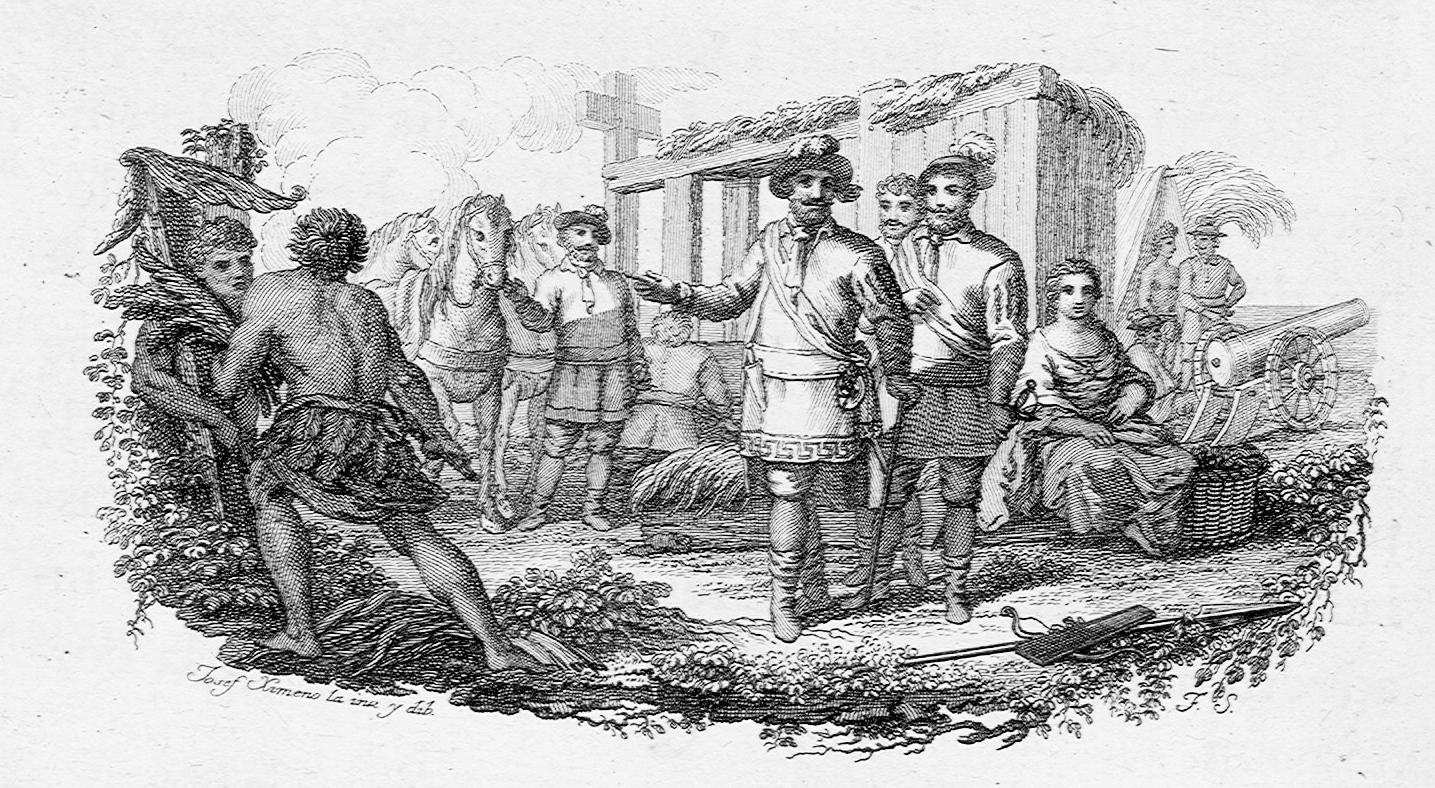
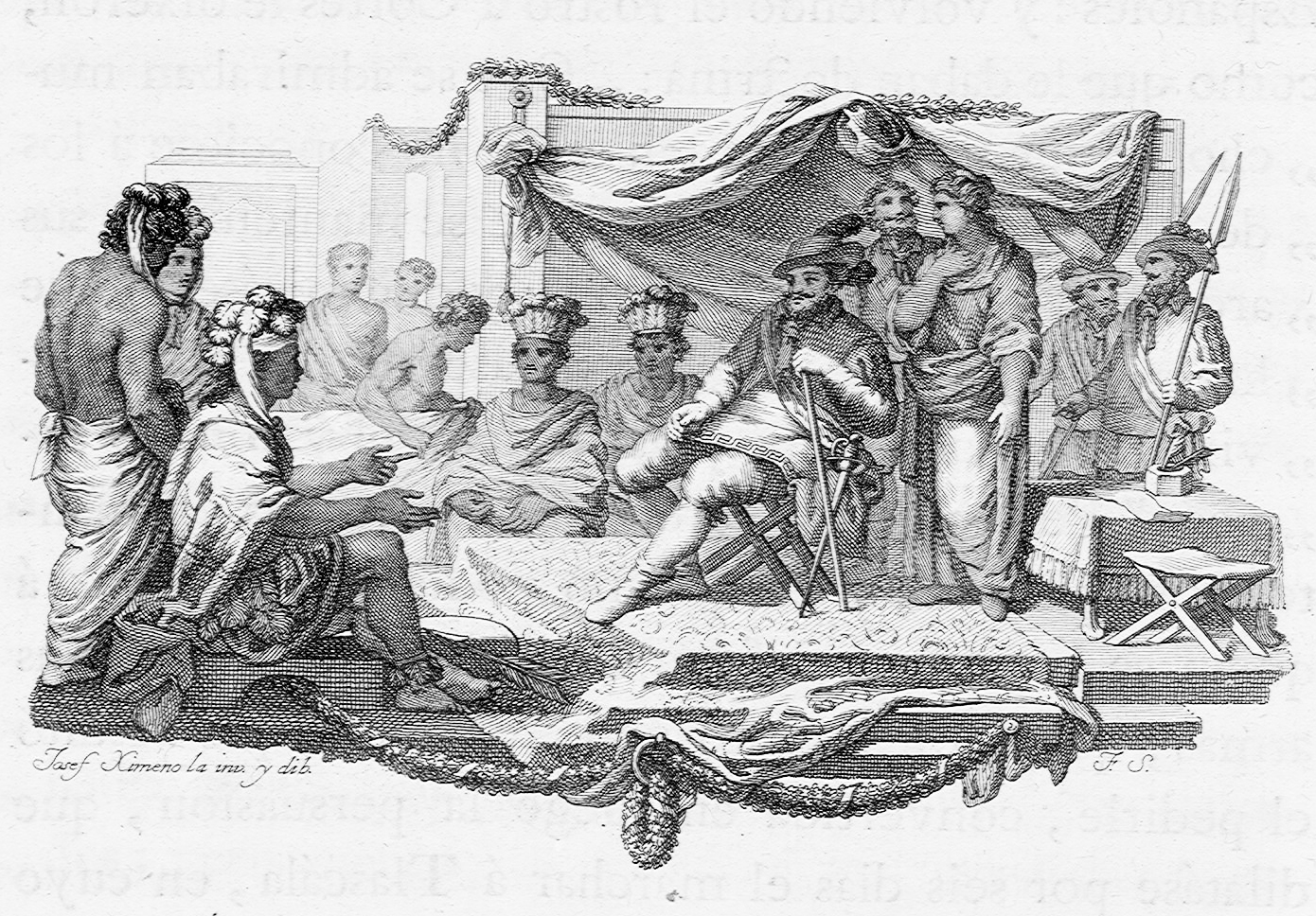
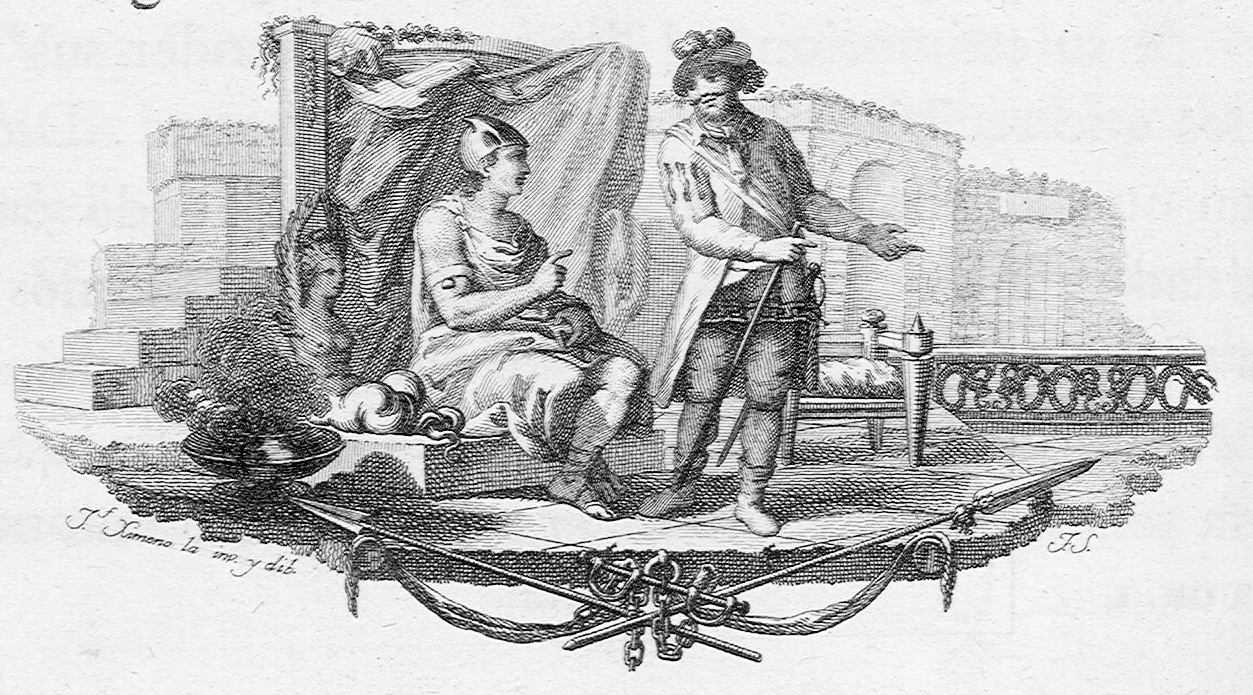
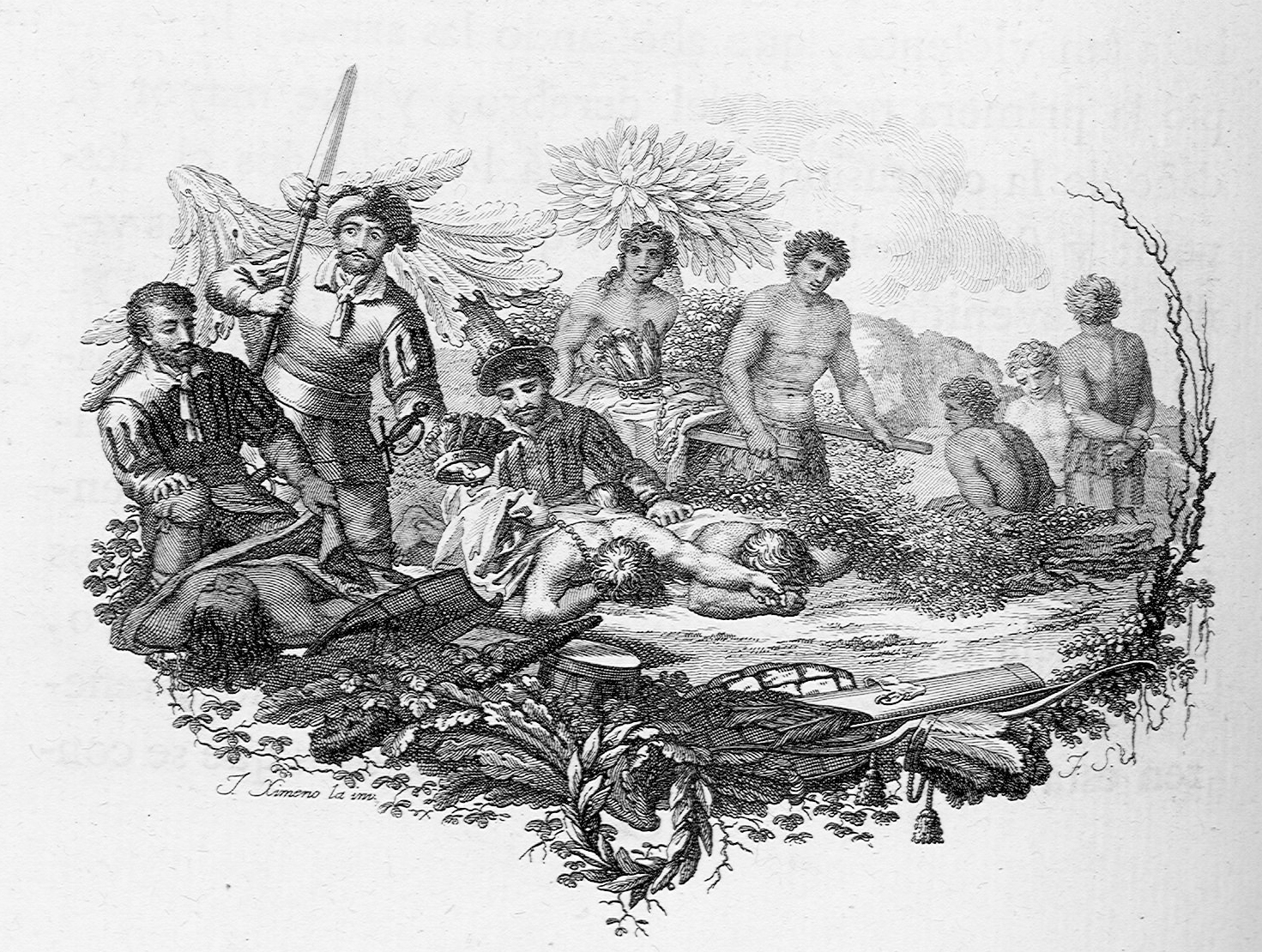